# Phillip V. Tobias
Phillip Vallentine Tobias FRS (Durban, 14 de outubro de 1925 - Joanesburgo, 7 de junho de 2012) foi um paleoantropólogo sul-africano, professor emérito da Universidade de Witwatersrand ("Wits
"), mundialmente conhecido por seu trabalho com fósseis de proto-hominídeos no sul da África.
Professor Tobias, como era chamado, também foi ativista pela erradicação do apartheid em seu país, proferindo diversos discursos públicos e acadêmicos contra o regime de segregação racial, muito embora tenha sofrido boicotes por conta do sistema de seu país; era professor emérito da Universidade de Witwatersrand que, ao comunicar sua morte, o chamou de "amado homem-fóssil".
Seu reconhecimento internacional se deu por efetuar uma melhor compreensão da evolução humana e também por suas contribuições acadêmicas para a paleoantropologia, anatomia e biologia humanas, antropologia cultural, evolução do cérebro, citogenética e ainda para a história e filosofia da ciência, bem como pelas descobertas nas cavernas de Sterkfontein, responsável por mais de um terço dos fósseis de hominídeos conhecidos, pelo que recebeu por três vezes a indicação ao prêmio Nobel.

## Estudos e vida acadêmica
Nascido em Durban, KwaZulu-Natal, foi o segundo filho do casal Joseph Newman Tobias e Fanny (nascida Rosendorff), tendo uma irmã mais velha.
Após concluir o secundário na Durban High School, Tobias ingressou em Wits onde se graduou em 1946 em Histologia e Fisiologia; no ano seguinte iniciou a pós-graduação em Histologia; mestre em 1950, obteve o PhD em 1953; em 1955 fez pós-doutorado em Antropologia Física, pelo Laboratório Duckworth, de Cambridge.
Os estudos de pós-doutorado continuaram na Universidade de Chicago (departamento de Anatomia, Genética Humana e Antropologia) e de Michigan (departamento de Antropologia), em 1956, após o que retornou para a África do Sul.
Em 1959 recebeu o convite que mudou sua vida, feito por Louis e Mary Leakey, para que analisasse e restaurasse uma mandíbula que haviam encontrado no extinto lago de Olduvai, na Tanzânia. Esta descoberta mudara o foco das pesquisas sobre as origens humanas para a África, e a datação posterior de que teriam 1,75 milhão de anos expandiu muito além no tempo aquilo que se acreditava até então ser a origem dos primeiros hominídeos; Tobias continuou a colaborar com os Leakey nos anos 1960.
Professor de Wits, ali lecionou anatomia e biologia humanas, e chefiou esses departamentos até o ano de 1990, sendo decano entre 1980 e 1982; em 1994 tornou-se emérito - cargo que ocupou até sua morte, numa carreira de mais de 50 anos; foi ainda professor visitante de várias universidades tais como as da Pennsylvania, de Florença, Cornell, etc.

## Morte
O professor Tobias morreu na quinta-feira, 7 de junho de 2012, após uma longa doença; foi enterrado no domingo, 10 de junho, no cemitério judaico West Park.
Não se casou nem teve filhos, mas dizia que deixava seu legado nos mais de dez mil alunos que ao longo da vida havia ensinado.

## Professor Tobias e o modelo aquático na evolução
Embora defensores da hipótese do macaco aquático como Elaine Morgan coloquem-no entre seus defensores, a leitura de seus trabalhos contudo dá a entender que, embora ele refute a hipótese de caça de Raymond Dart, não fosse ele um defensor deste modelo da evolução humana.
De fato muitos aspectos da evolução do ser humano dão conta de que este serviu-se do ambiente aquático, mas admitir isto não significa estar relacionado aos adeptos daquela hipótese.

## Publicações
Prof. Tobias publicou mais de 1.130 trabalhos ao longo de sua carreira. Entre os livros que escreveu estão biografias de antropólogos, e ainda análises da filosofia e história da ciência.

### Livros
- Humanity from Naissance to Coming Millennia – obra em que Tobias aborda importantes aspectos da evolução humana.
- Into the Past – autobiografia.
- Images of Humanity: Selected Writings of Phillip V. Tobias Hardcover – December 31, 1991; ISBN 978-1874800231 - Coleção de vários artigos do Prof. Tobias.